# 小行星2348
小行星2348（2348 Michkovitch）是一颗围绕太阳公转的小行星。1939年1月10日，米洛拉德·B·普羅蒂奇在贝尔格莱德发现了此天体。
該小行星以南斯拉夫天文學家沃伊斯拉夫·米什科維奇命名。
这颗小行星的绝对星等为295.4405635161074等。